# Längsläufer

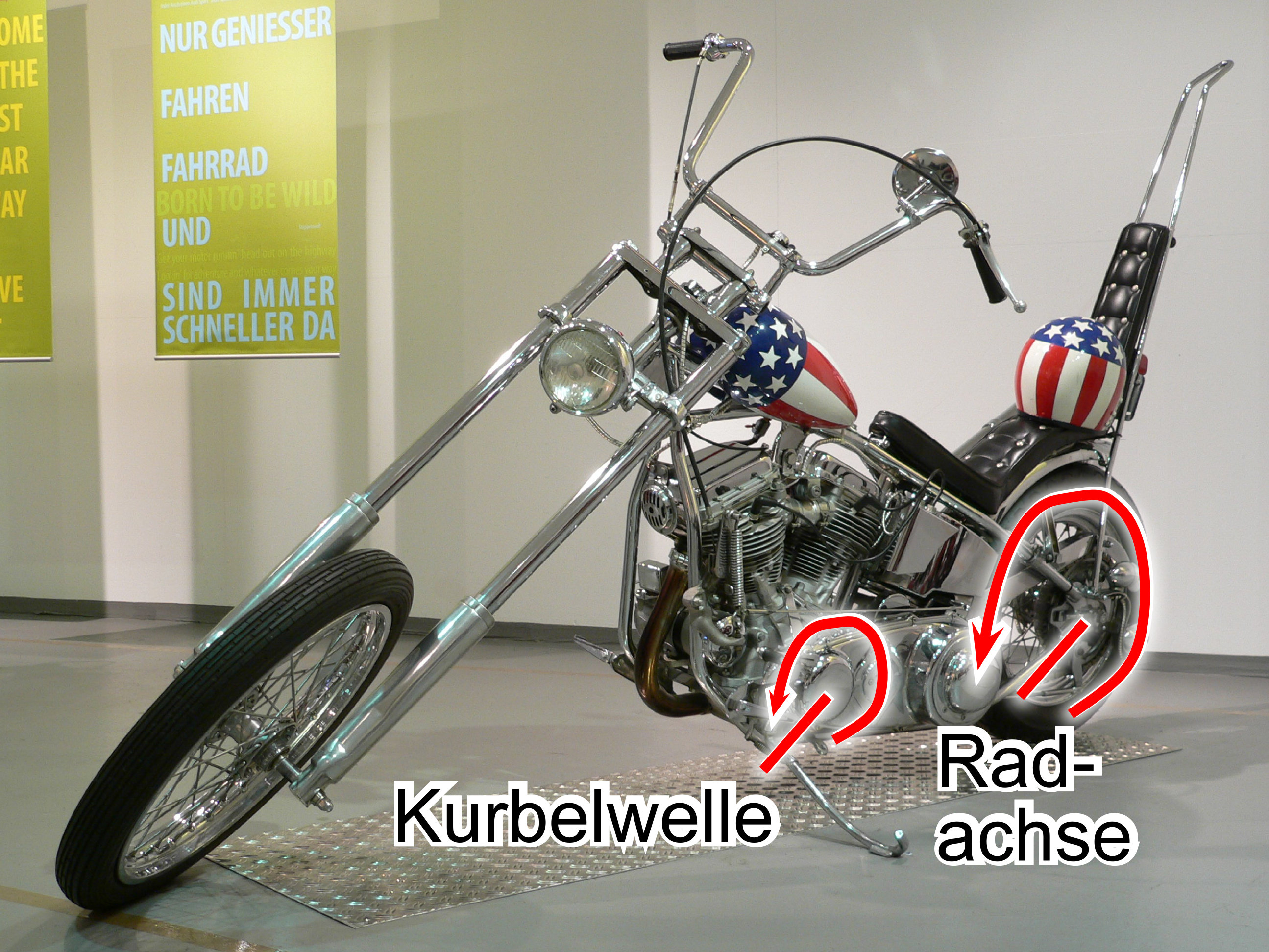
Längsläufer

Mit Längsläufer wird die Einbaulage eines Verbrennungsmotors, insbesondere bei Motorrädern, bezeichnet. Die Kurbelwelle des Motors ist beim Längsläufer quer zur Fahrtrichtung des Motorrads eingebaut und rotiert längs zu dieser – daher die Bezeichnung „Längsläufer“. Es gibt diese Anordnung bei Ein-, Zwei-, Drei-, Vier- und Sechszylindermotoren.
Nach Helmut Hütten war „früher nach einer alten Norm und bei BMW“ der Begriff umgekehrt zu verstehen. Die Laufräder [eines Motorrads] hatten „somit einen höchst unerwünschten Querlauf“.